# Phare de Gulfport Harbor
Le phare de Gulfport Harbor (en anglais : Gulfport Harbor Light), est un nouveau phare  situé à la marina de Gulfport dans le comté de Harrison au Mississippi.

## Histoire
Construit en 2011, ce nouveau phare enjambe l'entrée du nouveau port de plaisance de Gulfport . Il a été réalisé lors du réaménagement de la zone portuaire après sa destruction par l'ouragan Katrina et remplace une ancienne tour à claire-voie.

## Description
Le phare actuel est une tour carrée tronc-conique de 15 m, soutenue par quatre piliers. La tour est blanche et la lanterne et noire. Il émet, à une hauteur focale de 14 m, un éclat blanc par période de 4 secondes. Sa portée n'est pas connue.
Identifiant : USCG : 4-10020 - Admiralty : J3631.8 .

### Lien connexe
- Liste des phares du Mississippi